# Chambly (Kanada)
Chambly – miasto w Kanadzie, w prowincji Quebec, w regionie Montérégie i MRC La Vallée-du-Richelieu. Na jego obszarze leży XVIII-wieczny Fort Chambly, popularna atrakcja turystyczna południowego Quebecu.
Liczba mieszkańców Chambly wynosi 22 608. Język francuski jest językiem ojczystym dla 91,8%, angielski dla 5,2% mieszkańców (2006).